# أولريكه أرنولد
أولريكه أرنولد (بالألمانية: Ulrike Arnold) هي فنانة ألمانية، ولدت في 9 سبتمبر 1950 في دوسلدورف في ألمانيا.

## وصلات خارجية
- أولريكه أرنولد على موقع IMDb (الإنجليزية)
- أولريكه أرنولد على موقع قاعدة بيانات الفيلم (الإنجليزية)